# Rhynchoglossum
Rhynchoglossum es un género con 21 especies de plantas herbáceas  perteneciente a la familia Gesneriaceae. Es originario del sur de Asia y África.

## Descripción
Es una planta herbácea perennifolia anual, monocárpica , con indumento de escasa frecuencia ramificado, pluricelulares , pelos eglandulares . Los tallos son cilíndricos , carnosos suculentos , generalmente ramificados. Las hojas son alternas , casi dísticas, poco pecioladas, la lámina oblicuamente ovado- cordada con base asimétrica , de textura fina y delicada. Las inflorescencias son terminales y ramas laterales en forma de racimos, con dos hileras de flores, y con brácteas pequeñas , lineales. Sépalos connados en la mitad inferior, con o sin alas en las líneas de fusión. Corola fuertemente zigomorfa ; tubo cilíndrico , blanco ; extremidad fuertemente bilabiada , el labio superior de dos lóbulos cortos. El fruto es globoso o una cápsula ovoide incluida en el cáliz, dehiscente.

## Distribución y hábitat
Se distribuyen desde la India y sur de China a Nueva Guinea, con una ( o quizás tres) spp. en América en (México , Colombia , Venezuela). Se encuentran  en lugares húmedos y mojados en la sombra (de preferencia en la piedra caliza) en las rocas, en el bosque o en lugares abiertos con sombra, por lo general en las tierras bajas. 

## Taxonomía
El género fue descrito por Carl Ludwig Blume y publicado en Monographiae Phanerogamarum 5: 65. 1883.
Etimología
El nombre del género deriva del griego ρυνχος, rhynchos = pico , y γλωσσα , glōssa = la lengua . La segunda parte del nombre alude claramente a la gama , la lengua -como el labio inferior de la corola , la primera parte tal vez para el tubo de la corola, estrecho o a las puntas de los pétalos. 

## Especies aceptadas
A continuación se brinda un listado de las especies del género Rhynchoglossum aceptadas hasta abril de 2014, ordenadas alfabéticamente. Para cada una se indica el nombre binomial seguido del autor, abreviado según las convenciones y usos.
- Rhynchoglossum azureum (Schltdl.) B.L. Burtt
- Rhynchoglossum obliquum Blume
- Rhynchoglossum omeiense W.T. Wang